# La tempesta (album)

## Tracce
Tutti i brani sono composti da Meg & Marco Messina
1. Doom's Day - 7:02
2. L'Isola - 7:17
3. Caliban - 4:48
4. Canto di Ariel - 4:20
5. L'Isola (Reprise) - 3:42
6. Sonno
7. Pericolo, Complotto, Sveglia! - 7:48
8. Il Banchetto - 7:46
9. Rose Rosse - 7:24
10. Magic Circle - 5:37
11. Mu - 6:48
12. Addio - 4:13

## Settimane in classifica
| Posizione | 78 | 45 | 61 | 79 | 85 | 99 |